# کوین بنیتز
کوین بنیتز (انگلیسی: Kevin Benítez؛ زادهٔ ۳۰ سپتامبر ۱۹۹۴) بازیکن فوتبال اهل کلمبیا است.